# Podkrzewin bezskrzydły
Podkrzewin bezskrzydły, ćwierkacz bezskrzydły (Pholidoptera aptera) – gatunek górskiego owada z rzędu prostoskrzydłych (Orthoptera). Występuje w Europie. W Polsce jest gatunkiem bardzo rzadko spotykanym – występuje tylko w Bieszczadach, Pieninach i Tatrach. Na Czerwonej Liście Zwierząt Ginących i Zagrożonych w Polsce klasyfikowany jest w kategorii NT (bliski zagrożenia).
Długość ciała do 22 (samce), 25 mm (samice). Barwa ciemnobrunatna, na grzbiecie rudawa. Silne nogi skoczne, brak skrzydeł. Spotykany od lipca na brzegach lasów i łąkach. 
Podgatunki:
- P. a. aptera (Fabricius, 1793) – podgatunek nominatywny
- P. a. bohemica Maran, 1953
- P. a. bulgarica Maran, 1953
- P. a. gjorgjevici Karaman, 1960
- P. a. goidanichi Baccetti, 1963
- P. a. karnyi Ebner, 1908
- P. a. slovaca Maran, 1953